# 贝伦塔花园
贝伦塔花园（Jardim da Torre de Belém）是葡萄牙里斯本的一个花园。 
花园面积4.7公顷，在巴西大道（Avenida de Brasília），毗邻贝伦塔。它始建于1940年，葡萄牙语世界博览会。